# NGC 2203
NGC 2203 је расејано звездано јато у сазвежђу Трпеза које се налази на NGC листи објеката дубоког неба.
Деклинација објекта је - 75° 26' 18" а ректасцензија 6h 4m 42,7s. Привидна величина (магнитуда) објекта NGC 2203 износи 12,0 а фотографска магнитуда 12,8. NGC 2203 је још познат и под ознакама ESO 34-SC4.